# Illice
Illice is een geslacht van vlinders van de familie spinneruilen (Erebidae).

## Soorten
- I. abala Schaus, 1905
- I. albizonea Hampson, 1918
- I. angelus Dyar, 1904
- I. barnesi Dyar, 1904
- I. batialis Walker, 1859
- I. biota Dyar, 1910
- I. bisigna Berg, 1875
- I. blanda Jones, 1914
- I. bonitensis Schaus
- I. calochroma Snellen, 1878
- I. citrina Druce, 1885
- I. conjuncta B. & McD., 1913
- I. croesus Hampson, 1914
- I. cryptopyra Hampson, 1903
- I. discistriga Dognin, 1912
- I. ditrigona Schaus, 1899
- I. dives Schaus, 1896
- I. dorsimacula Dyar, 1904
- I. endoxantha Hampson, 1903
- I. fasciata Schaus, 1896
- I. faustinula Boisduval, 1868
- I. flagrans Hampson, 1903
- I. flavizonata Dyar, 1916
- I. fuscilingua Dyar, 1914
- I. griseola Rothschild, 1913
- I. hilaris Felder, 1875
- I. injecta Dyar, 1904
- I. introbasalis Rothschild, 1916
- I. juanita B.& Benj., 1925
- I. leuconotum Dyar, 1914
- I. liberomacula Dyar, 1904
- I. lincea Schaus
- I. longistriga Rothschild, 1913
- I. lycomorphodes Draudt, 1918
- I. mediofasciata Rothschild, 1913
- I. metoxia Hampson, 1898
- I. minuta Butler, 1877
- I. nexa Boisduval, 1868
- I. nigromaculata Reich, 1933

- I. opulentana Walker, 1864
- I. orbonella Hampson, 1900
- I. pacata Schaus, 1929
- I. packardi Grote, 1863
- I. perrosea Dyar, 1904
- I. persimilis Hampson, 1903
- I. petrovna Schaus, 1892
- I. phaeoceps Hampson, 1900
- I. plumbea Stretch, 1885
- I. polyzona Druce, 1885
- I. pygmaea Schaus, 1905
- I. rhodocraspis Hampson, 1905
- I. rosacea Schaus, 1896
- I. roseiceps Hampson, 1905
- I. rubricollis Schaus, 1896
- I. ruficollis Schaus, 1896
- I. schwartziorum Dyar, 1899
- I. sexalata Draudt, 1918
- I. striata Ottolengui, 1898
- I. subjecta Walker, 1854
- I. subrubra Schaus, 1905
- I. subrufa B. & McD., 1913
- I. tessellata Dognin, 1912
- I. trimaculata Jones, 1914
- I. triplaga Hampson, 1905
- I. triplagiata Rothschild, 1913
- I. tyres Druce, 1897
- I. unifasciata Grote, 1868
- I. uniplaga Reich, 1936
- I. vilaricensis Schaus, 1938
- I. xanthospila Hampson, 1900